# Pierre Suzor
Pierre Suzor (né à Preuilly-sur-Claise le 25 février 1733 et mort à Preuilly-sur-Claise le 13 avril 1801), ecclésiastique, fut évêque constitutionnel d'Indre-et-Loire de 1791 à 1794/1801.

## Biographie
Pierre Suzor né à Preuilly-sur-Claise n'est depuis 1764 que le simple curé d'Ecueillé dans l'actuel département de l'Indre lorsqu'il est élu par l'Assemblée départementale le 13 mars 1791 évêque constitutionnel du département d'Indre-et-Loire ; il est sacré à Paris le 14 avril suivant. Bien que le nouvel évêque ne manque pas de talent, du fait de la proximité de la Vendée, on enregistre un complet revirement de l'opinion dès 1792, les persécutions contre le clergé et les fidèles s'étendent et l'évêque se démet le 22 février 1794. Après le rétablissent des cultes en septembre 1795, il reprend ses fonctions mais ne réussit à récupérer sa cathédrale que le 13 mai 1797. Lors du Concile de 1797 il est frappé d'apoplexie et cherche alors à se trouver un successeur. Le synode prévu pour 1798 ne se tient finalement qu'en 1800 mais tous les candidats pressentis déclinent. Seul Hyacinthe Tardiveaux, le curé de Saint-Similien de Nantes accepte et Pierre Suzor annonce sa nomination le 1er février 1801 mais il meurt « après s'être repenti de ses erreurs » dès le 13 avril suivant à Preuilly où il s'était retiré depuis son attaque de paralysie. Hyacinthe Tardiveaux qui avait subordonné son élection à sa reconnaissance par le Saint-Siège ne l'obtient évidemment pas et se démet en octobre d'une fonction qu'il n'avait jamais exercée.